# Debbie Harry
Deborah Ann Harry (nacida como Angela Trimble; Miami, Florida, 1 de julio de 1945), conocida como Debbie Harry, es una cantante, compositora, actriz y multinstrumentista estadounidense, distinguida por ser la vocalista principal de la banda de rock y new wave, Blondie. Entre 1979 y 1981, cuatro de sus canciones con la agrupación alcanzaron el puesto número 1 en las listas musicales estadounidenses.
Nacida en Miami, Florida, Harry fue adoptada cuando era una bebé y se crio en Hawthorne, Nueva Jersey. Después de asistir a la universidad, se desempeñó en varios trabajos, entre ellos el de bailarina gogó, conejita de Playboy y secretaria en la oficina de BBC Radio en Nueva York, antes de su apogeo en la industria de la música. Durante su estadía en la ciudad de Nueva York, Harry cofundó Blondie en 1974. La banda lanzó su álbum debut homónimo en 1976 y sacaron otros dos álbumes en 1978 y 1979, que incluyó Parallel Lines, en el que se produjeron seis sencillos, entre ellos «Heart of Glass». Su quinto álbum, Autoamerican (1980), le brindó a Harry y a la banda más atención por parte del público, esto gracias a las canciones que incluyeron en el mismo, como lo fue una versión de «The Tide Is High» y «Rapture». A esta última se le considera como la primera canción de rap en ubicarse en el puesto número uno de popularidad en los Estados Unidos.
Harry lanzó KooKoo en 1981, su álbum debut como solista. Durante una pausa de Blondie, se embarcó en una carrera como actriz, apareciendo en papeles principales en la película de estilo neo-noir Union City (1980), y en la cinta de horror corporal Videodrome (1983). En 1986, lanzó su segundo álbum en solitario, Rockbird, y protagonizó el filme de culto Hairspray (1988). Antes de finalizar la década de los ochenta, Harry lanzó otros dos álbumes en solitario, uno en 1988 y el otro en 1989, para después regresar al cine con un papel durante un segmento dirigido por John Carpenter en la película de terror Body Bags, de 1993, y otro en el drama Heavy, de 1995.
Blondie se reunió a finales de los años noventa, lanzando el álbum No Exit en 1999, seguido de The Curse of Blondie, de 2003. Harry continuó apareciendo en películas independientes a lo largo de la década de los 2000, incluyendo cintas como Deuces Wild (2002), My Life Without Me (2003) y Elegy (2008). Con Blondie, lanzó el noveno álbum de estudio del grupo, Panic of Girls, en 2011, seguido de Ghosts of Download en 2014. El undécimo álbum de estudio de la banda, Pollinator, estrenado en 2017, se ubicó en el puesto número 4 de popularidad en el Reino Unido. En 2023, fue incluida por la revista Billboard en el puesto número siete, entre los 50 mejores cantantes de rock de todos los tiempos; y por la revista, Rolling Stone en el puesto número 168 entre los 200 mejores cantantes de todos los tiempos.

## Biografía y carrera

### 1945-1965: primeros años y educación
Harry nació bautizada como Angela Trimble el 1 de julio de 1945, en Miami, Florida. A los tres meses de nacida, fue adoptada por Catherine (de soltera Peters) y Richard Harry, propietarios de una tienda de regalos en Hawthorne, Nueva Jersey, y la rebautizaron como Deborah Ann Harry. Harry se enteró de su adopción a los cuatro años de edad. Al principio, decidió no buscar a sus padres biológicos, pero, no obstante, logró encontrar a su madre biológica, una concertista de piano, quien se negó a tener algún contacto con ella. En sus memorias, recuerda haber sido una chica de estilo tomboy, pasando gran parte de su infancia jugando en el bosque adyacente a su casa.
Asistió a la escuela secundaria Hawthorne High School, graduándose de la misma en 1963. Se graduó de la Universidad Centenary, ubicada en Hackettstown, Nueva Jersey, donde obtuvo un título Asociado en Artes en 1965. Antes de comenzar su carrera como cantante, se mudó a la ciudad de Nueva York a finales los años sesenta y allí trabajó como secretaria en la oficina de BBC Radio durante un año. Más tarde, fue mesera en el club nocturno y restaurante Max's Kansas City, bailarina gogó en una discoteca de Union City, Nueva Jersey, y conejita de Playboy.

### 1966-1975: inicios y formación de Blondie

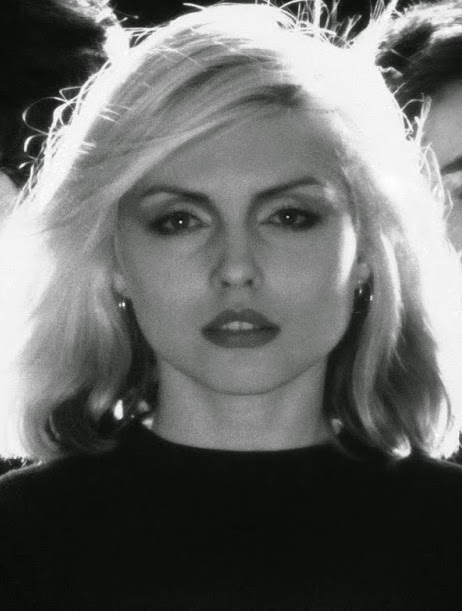
Harry en 1977

A finales de la década de 1960, Harry comenzó su carrera musical como corista del grupo de folk rock The Wind in the Willows, que lanzó un álbum homónimo en 1968 con Capitol Records.
En 1973, se unió a los Stilettoes con Elda Gentile y Amanda Jones. Poco después, la banda agregó al guitarrista Chris Stein, quien se convirtió en su novio. En su libro de memorias, Face It , Harry describe haber sido violada a punta de cuchillo durante un robo en la casa que compartía con Stein. También escribió que, a principios de los años setenta, el asesino en serie Ted Bundy la atrajo hacia su automóvil en la ciudad de Nueva York, pero ella escapó. La descripción de Harry del vehículo desvalijado por dentro y sin la manija de la puerta del pasajero, coincidía con el Volkswagen 1968 que Bundy que conducía, pero las autoridades creían que estaba en Florida en ese momento. Ann Rule, autora de la biografía de Bundy The Stranger Beside Me, comentó que las afirmaciones erróneas sobre los secuestros de Bundy son bastante comunes.
En 1974, Harry y Stein dejaron a los Stilletos (junto con el bajista y el baterista de la banda) y formaron Angel and the Snake con Tish Bellomo y Snooky Bellomo. Al poco tiempo, cambiaron el nombre de la banda a Blondie, llamándose así por los silbidos que a menudo recibía Harry después de que se decolorara el cabello a rubio. La banda rápidamente se convirtió en una de las que habitualmente se presentaban en Max's Kansas City y CBGB en la ciudad de Nueva York.

### 1976-1980: éxito internacional
Con su belleza, su atrevida elección de ropa y su cabello rubio decolorado en dos tonos, Harry se convirtió rápidamente en un ícono punk.

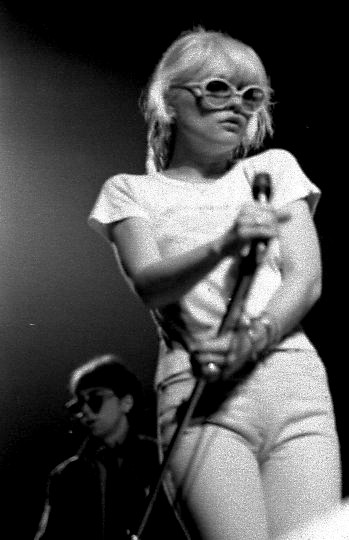
Harry durante una presentación, en 1977.

Blondie lanzó su álbum debut homónimo en 1976; alcanzó el puesto número 14 de popularidad en Australia y (más tarde, en 1979) el número 75 en el Reino Unido. Su segundo álbum, Plastic Letters, obtuvo cierto éxito fuera de los Estados Unidos, pero su tercer álbum, Parallel Lines (1978), fue un éxito mundial y catapultó al grupo al éxito internacional. El mismo incluyó el sencillo de éxito mundial «Heart of Glass». Montando la cresta de la dominación disco, la pista llegó al número 1 de popularidad en los Estados Unidos y vendió casi dos millones de copias. También alcanzó el número 1 en el Reino Unido y fue el segundo sencillo más vendido de 1979.

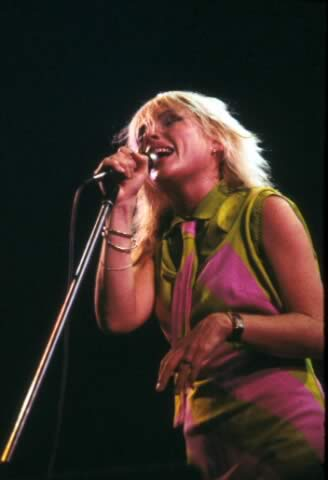
Debbie Harry durante un concierto, en 1979.

En junio de 1979, Blondie apareció en la portada de Rolling Stone. La personalidad de Harry, que combinaba una sexualidad genial con un estilo callejero, se asoció tan estrechamente con el nombre del grupo que muchos llegaron a creer que «Blondie» era el nombre del cantante. La diferencia entre Harry como persona y la banda Blondie fue enfatizada por una campaña realizada en 1979 por la agrupación, en la que la utilizaron pines con la leyenda «Blondie es un grupo». El éxito de la banda continuó con el lanzamiento del álbum Eat to the Beat en septiembre, con posición número 1 en el Reino Unido, y número 17 en Estados Unidos.
Autoamerican (con puesto número 3 en el Reino Unido, y número 7 en Estados Unidos) fue lanzado en 1980. Blondie tuvo más éxitos que lograron el puesto número 1 de popularidad; entre ellos «Call Me» (número 1 en Estados Unidos y Reino Unido), «Atomic» (número 1 en Reino Unido), «The Tide Is High» (número 1 en Estados Unidos y Reino Unido) y «Rapture» (número 1 en Estados Unidos).
Durante este tiempo, tanto Harry como Stein se hicieron amigos del artista de graffiti Fab Five Freddy, quien los introdujo en la escena emergente del hip-hop en el Bronx. Freddy es mencionado en «Rapture» y aparece en el video musical de la canción. A través de Fab Five Freddy también pudieron conocer a Grandmaster Flash, que al igual que Freddy iba a aparecer en el video, pero su agencia no se lo permitió, por lo que fue interpretado por Jean-Michel Basquiat en el mismo. «Rapture» se convirtió en la primera canción orientada al género de rap en alcanzar el puesto número 1 en las listas de Billboard de Estados Unidos.
Harry fue inmortalizada por Andy Warhol en 1980, quien produjo una serie de obras de arte basadas en su imagen a partir de una sola sesión fotográfica en su estudio de arte The Factory. El artista creó una pequeña serie de cuatro retratos de la cantante en acrílico y tinta de serigrafía sobre lienzo en diferentes colores, así como Polaroids y una pequeña cantidad de raras impresiones en gelatina de plata de la sesión. Chris Stein también estuvo presente ese día para capturar a Warhol fotografiando a Harry en una serie de fotos tomadas por él, exhibidas en Londres en el año 2013.
Sus colaboraciones y amistad con Warhol continuaron, y fue su primera invitada en el programa Andy Warhol's Fifteen Minutes producido por MTV. Harry apareció como anunciadora del tema del primer episodio que fue: «Sexo, vegetales, hermanos y hermanas». Sobre su relación con Warhol, ella dijo lo siguiente: «Creo que lo mejor que me enseñó [Andy Warhol] fue siempre estar abierta a cosas nuevas, música nueva, estilos nuevos, bandas nuevas, tecnología nueva y simplemente dejarme llevar. Nunca enredarse con el pasado y siempre aceptar cosas nuevas tengas la edad que tengas».

### 1981-1995: carrera como solista e incursión en el cine

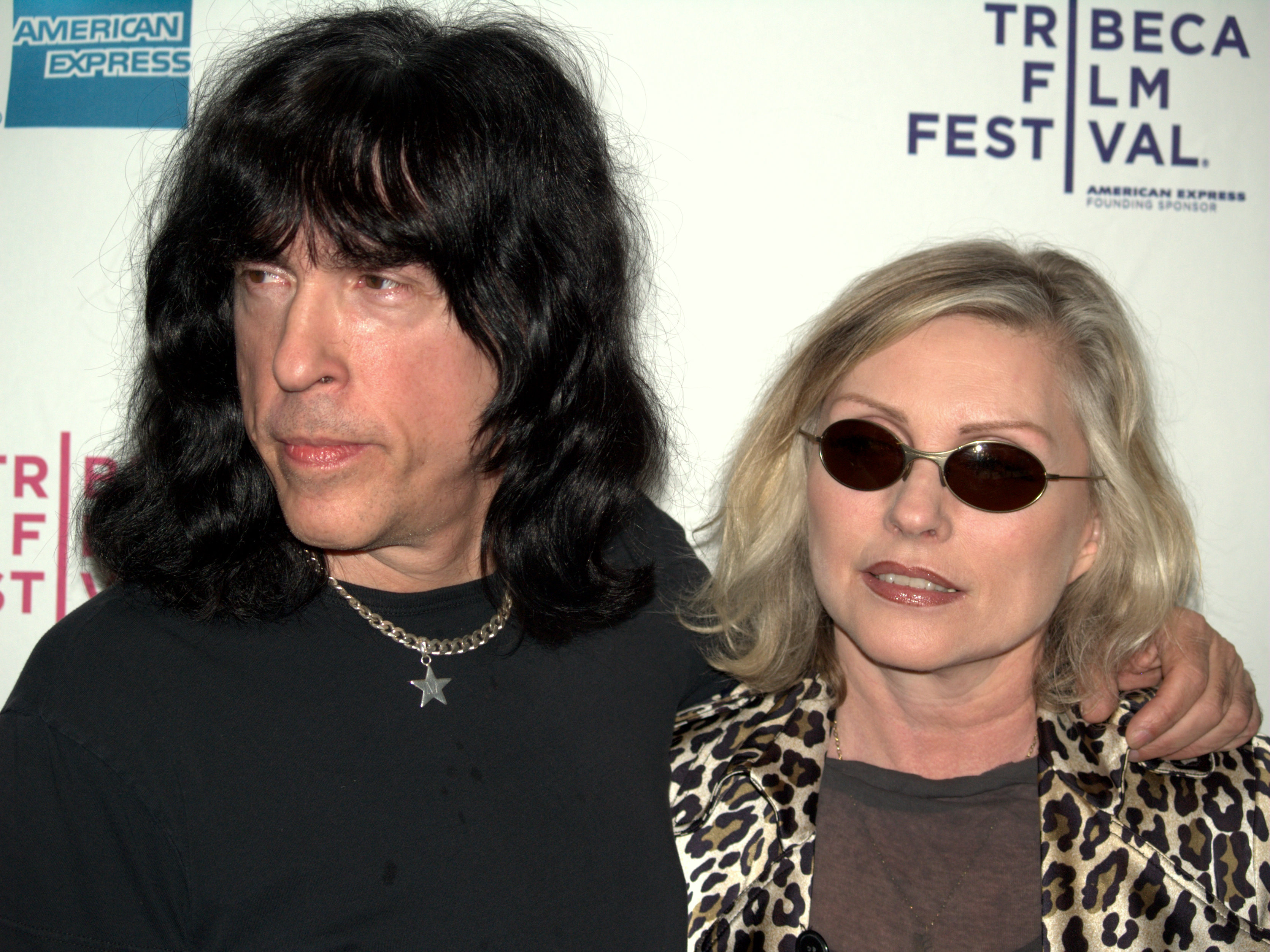
Debbie Harry y Marky Ramone.

En la década de 1980, tras la separación de Blondie en 1982, Harry enfoca su carrera profesional a la actuación. De su filmografía destacan sus papeles en las películas como: Hairspray (1988, John Waters), Videodrome (1983, David Cronenberg), Heavy (1995), Copland, Six Ways to Sunday (1998) y My Life Without Me (2003), dirigida por la catalana Isabel Coixet (traducida en países hispanohablantes como Mi vida sin mí). Contando películas y series de TV supera los 60 papeles. Ha sido host de Saturday Night Live en dos ocasiones. Entre otros directores que la convocaron también se destacan Amos Poe, Martin Scorcese, John Carpenter, Jonas Åkerlund y Matthew Barney.
Además, focalizó su carrera musical como cantante solista colaborando en una gran diversidad de proyectos. En 1983 aportó la canción "Rush Rush" para Scarface, en 1985 "Feel the Spin" para Krush Groove y en 1987 "Liar Liar" para Married with the Mob, entre otras que no fueron singles. Desde entonces ha participado en grabaciones de numerosos artistas, como Iggy Pop, Andy Summers y los Fabulosos Cadillacs, Systema Solar, The Ramones, Thomson Twins, Nick Cave y Franz Ferdinand.
Publicó cinco álbumes como solista. El primero fue KooKoo en 1981, producido por Nile Rodgers y Bernard Edwards de CHIC y con arte de tapa a cargo de H.R. Giger (conocido por su trabajo en Alien). A pesar de ser una placa muy experimental con estilos como funk y rock, fue certificado disco de oro en Estados Unidos y Canadá y de Plata en Reino Unido. Le siguió Rockbird (1986), que tiene un estilo mucho más comercial. Otra vez obtuvo buenas ventas y sus sencillos tuvieron mucha repercusión. "French Kissin' (in the USA)" llegó al Top 10 de Reino Unido e "In Love With Love" al N.º 1 de la lista Dance de Estados Unidos. La estética de esta era estuvo dirigida por Stephen Sprouse y Andy Warhol.

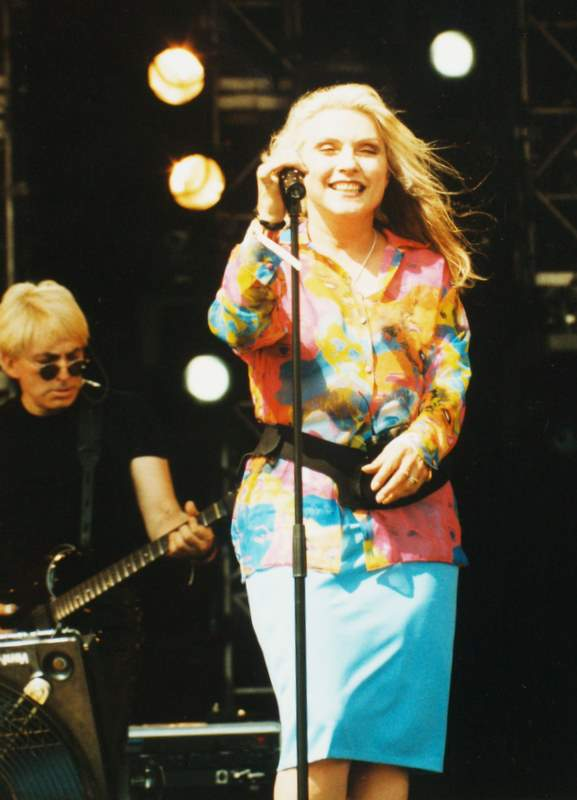
Harry junto a Blondie en el Roskilde Festival, 1999

Su tercer disco solista fue Def, Dumb & Blonde (1989), producido por Mike Chapman y Thompson Twins y con colaboradores como Naná Vasconcelos, Ian Astbury y Paulinho da Costa. Obtuvo certificaciones en Reino Unido y Australia y el sencillo "I Want That Man" fue un éxito internacional. Con este álbum realizó su primera gira internacional como solista. Su cuarto álbum, Debravation (1993), contó con participaciones de R.E.M. y otros músicos. El sencillo "I Can See Clearly" llegó al N.º 2 Dance de Estados Unidos. No tuvo buena recepción de crítica ni comercial y significó el final de su contrato con Sire, después de lo cual lanzó, en forma independiente, la versión del álbum que ella había presentado originalmente a la discográfica y que fuera rechazado: Debravation (8½) Producer's (Director's) Cut, que se vendía en recitales. A partir de este momento, y durante 14 años, Deborah no lanzaría más álbumes, aunque sí colaboraría con otros artistas y con Blondie.

### 1996-2007: reunión con Blondie
En 1996 Stein comenzó a comunicarse con los miembros de la última formación para reunir Blondie. A mediados de 1997 Harry, Stein, Burke, Destri y Valentine realizan dos recitales con hits y material nuevo, No Exit, fue editado en 1998 y su sencillo principal, "Maria" les llevó de nuevo a las listas de éxitos. A sus 54 años, Harry entró en el Libro Guinness de los Récords como la mujer de más edad en conseguir un número 1 en las listas, gracias a 'Maria', y Blondie también por llegar al N.º 1 durante tres décadas consecutivas (1970, 1980 y 1990) en Reino Unido.

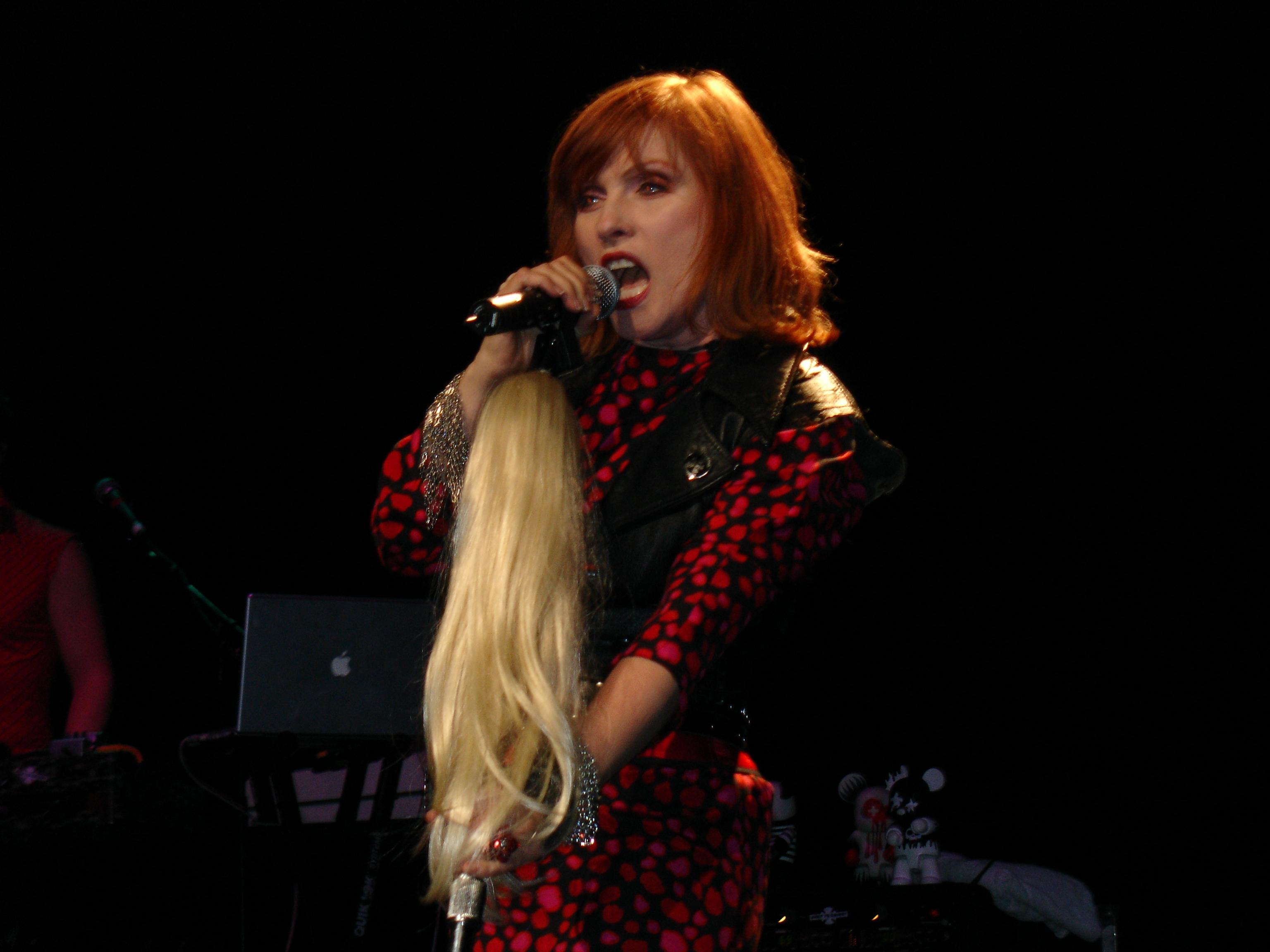
Blondie tocando en Dublín (Irlanda), 19 de diciembre de 2005.

Luego del éxito del álbum y la gira de No Exit Tour, Harry junto al grupo volvió al estudio para grabar nuevo material. Después de una serie de problemas;) en 2003 salió a la venta The Curse of Blondie teniendo una recepción fue muy dispar por la crítica. En los próximos años, Blondie se dedicó a girar por todo el mundo, grabando solamente una versión de "More than This" de Roxy Music para promocionar su gira de 2006 junto a The Cars.
En 2007, anunció a la prensa su regreso como solista con Necessary Evil. El sencillo "Two Times Blue" se convirtió en un hit dance internacional, llegando al N.º 5 en Estados Unidos y N.º 34 a nivel internacional. Para su promoción realizó una gira solista y participó de la gira "True Colors Tour" junto a Cyndi Lauper y otros artistas. Desde entonces siguió colaborando con otros músicos y en 2015 realizó una residencia en el Café Carlyle de New York, donde interpretó canciones de su repertorio solista, con Blondie y algunos covers.

### 2008-presente: proyectos posteriores

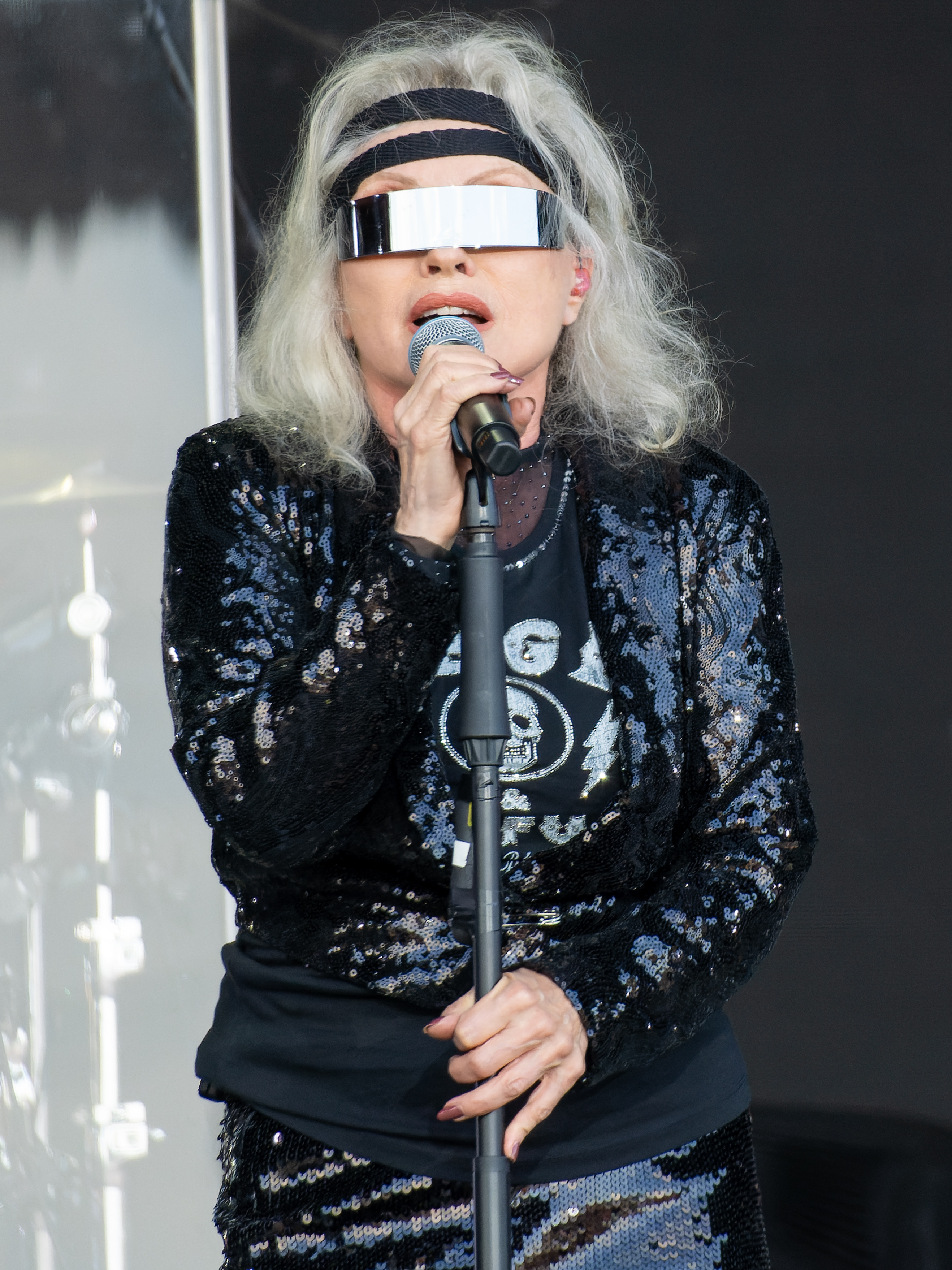
Harry actuando en el Festival de Glastonbury de 2023.

Harry contribuyó al álbum Folie à Deux de Fall Out Boy de 2008, cantando en el coro del cerrador del álbum "West Coast Smoker". En 2010, Harry comenzó una serie de grabaciones (con canciones en solitario y duetos con Nick Cave y otros) para The Jeffrey Lee Pierce Sessions Project. Blondie lanzó su noveno álbum de estudio, Panic of Girls, en julio de 2011.
En 2014, Harry hizo una aparición especial con Arcade Fire en Coachella, Harry volvería a aparecer, con Blondie, en Coachella en 2023. En mayo de 2014, Blondie lanzó su décimo álbum de estudio, Ghosts of Download. En 2015, los miembros de Blondie, Debbie Harry y Chris Stein hicieron una aparición especial junto a The Gregory Brothers en un episodio de Songify the News, y colaboraron nuevamente para parodiar los debates de las elecciones presidenciales de Estados Unidos en 2016.  En marzo de 2015, Harry realizó una residencia de conciertos de varias semanas en el Café Carlyle de Nueva York.
El undécimo álbum de estudio de Blondie, Pollinator, se lanzó en mayo de 2017 y debutó en el puesto número 4 en el Reino Unido. En octubre de 2019, Harry publicó unas memorias, "Face It", a través de Dey Street Books. En 2020, Harry hizo un cameo en el tercer episodio de la serie de televisión web de comedia romántica High Fidelity. En 2023, la revista Rolling Stone clasificó a Harry en el puesto 168 de su lista de los 200 mejores cantantes de todos los tiempos.

## Vida personal
Harry tuvo una relación amorosa con el guitarrista de Blondie, Chris Stein. La pareja se separó en 1987, pero siguieron siendo amigos. En 2011, comentó que ella y Stein consumían drogas durante su relación y que habían pasado un tiempo en una clínica de rehabilitación, donde lograron dejarlas de consumir. Es madrina de las dos hijas de Stein. Por decisión propia, eligió no tener hijos.
En 2014, Harry reveló que había tenido varias relaciones con mujeres cuando era joven.
Desde 2019, vive a tiempo parcial en la ciudad de Nueva York y a tiempo parcial en el Condado de Monmouth, Nueva Jersey, junto con sus cuatro perros.

## Discografía

### Álbumes
Álbumes de estudio
- KooKoo (1981)
- Rockbird (1986)
- Def, Dumb & Blonde (1989)
- Debravation (1993)
- Necessary Evil (2007)

Compilaciones
- Once More into the Bleach (Debbie Harry y Blondie) (1988)
- The Complete Picture: The Very Best of Deborah Harry and Blondie (Deborah Harry y Blondie) (1991)
- Deborah Harry Collection (1998)
- Most of All: The Best of Deborah Harry (1999)

## Filmografía
Créditos
| - 1975: Deadly Hero - 1976: Unmade Beds - 1976: The Blank Generation (documental) - 1978: The Foreigner - 1980: Union City - 1980: Roadie Herself - 1981: Downtown 81 - 1982: A New Face of Debbie Harry (cortometraje) - 1983: Wild Style - 1983: Videodrome - 1983: Rock & Rule - 1987: Forever, Lulu - 1988: Satisfaction - 1988: Hairspray - 1989: New York Stories - 1990: Tales from the Darkside: The Movie - 1990: Mother Goose Rock 'n' Rhyme - 1991: Intimate Stranger - 1991: The Real Story of O Christmas Tree - 1993: Body Bags - 1994: Rakthavira (cortometraje) | - 1994: Dead Beat - 1995: Heavy - 1995: Wigstock: The Movie (documental) - 1995: Sandman (cortometraje) - 1996: Drop Dead Rock - 1997: L.A. Johns (telefilme) - 1997: Cop Land - 1997: Six Ways to Sunday - 1998: Who Is Harry Smith? (documental) - 1998: Joe's Day - 1999: Zoo - 2000: Red Lipstick - 2001: The Fluffer - 2002: Deuces Wild - 2002: Spun - 2002: All I Want - 2003: Mi vida sin mí - 2003: A Good Night to Die - 2003: End of the Century: The Story of the Ramones (documental) | - 2003: The Tulse Luper Suitcases Part 1: The Moab Story - 2004: Ramones: Raw (documental) - 2004: Picture This: Blondie and Debbie Harry (documental) - 2005: Honey Trap (cortometraje) - 2005: Patch (cortometraje) - 2005: I Remember You Now... (cortometraje) - 2006: Full Grown Me - 2007: Anamorph - 2008: Elegy - 2009: The Mystery of Claywoman (cortometraje) - 2011: Pipe Dreams (cortometraje) - 2012: Believe the Magic (cortometraje) - 2014: River of Fundament - 2018: Bad Reputation (documental) |